# Estrada Manali–Lé
A estrada Manali–Lé (em inglês: Manali–Leh Highway; em hindi: लेह-मनाली राजमार्ग; romaniz.: Lēha-manālī rājamārga) é uma estrada no norte da Índia, que liga Manali, no estado do Himachal Pradexe, a Lé, no território da União do Ladaque. Tem aproximadamente 475–470 km e só está aberta durante aproximadamente quatro meses e meio por ano, durante o verão, entre maio ou junho, quando a neve é limpa, e meados de outubro, quando a neve volta a bloquear os passos de montanha mais altos, embora haja anos em que permanece aberta durante mais tempo. Não é incomum alguns passos serem encerrados em pleno verão por alguns dias devido às condições meteorológicas e deslizamentos de terras.
A estrada liga o vale de Manali ao Ladaque através dos vales de Lahaul e Spiti e Zanskar. Foi construída e é mantida exclusivamente pela Border Roads Organisation (BRO), um organismo ligado ao exército indiano que tem a seu cargo as estradas das zonas de fronteira. Para a sua construção foi determinante a sua importância militar, para abastecer as tropas nas sensíveis zonas de fronteira (disputadas) com o Paquistão e a China. Tem capacidade para suportar os veículos mais pesados do exército.[carece de fontes?] Só foi aberta a veículos civis em 1987.

## Caraterísticas e geografia
A altitude média da estrada é mais de 4 000 metros, sendo o seu ponto mais alto no passo de Taglang La, a 5 328 m. É flanqueada em ambos os lados por cadeias de montanhas que apresentam algumas formações espetaculares de areia e rocha.
Atravessa muitas torrentes de água gelada, provenientes da montanhas cobertas de neve e da fusão de glaciares em sítios onde não há pontes. A paisagem a sul do passo de Rohtang La é completamente diferente da do norte, mudando bruscamente quando se cruza o passo. As encostas verdejantes do lado de Manali (sul) dão bruscamente lugar à aridez castanha do vale do rio Chandra, na região de Lahaul, que já se encontra na sombra de chuva, onde não chove nem durante a monção (entre julho e setembro). Os picos das montanhas estão permanentemente cobertos de neve e brilham intensamente com o sol. O Ladaque é um deserto semi-árido, e pode fazer frio ao longo do percurso da estrada até no verão. Os dias são relativamente quentes e com muito sol, mas as noites são muito frias. A água das torrentes é gelada e é desaconselhado molhar-se ao atravessá-las.
A estrada tem duas faixas de rodagem sem separador na maior parte do seu percurso, mas em alguns trechos a largura é de apenas faixa e meia. Tem mais de uma dúzia de pontes Bailey (pontes militares portáteis pré-fabricadas), a maior parte delas muito degradadas. A estrada tem muitos trechos em más condições e mal mantidos, onde a queda de chuva, ainda que não muito intensa, pode provocar deslizamentos de terra, que fazem com que a travessia desses trechos seja muito perigoso. Em muitos pontos há neve durante todo o ano.

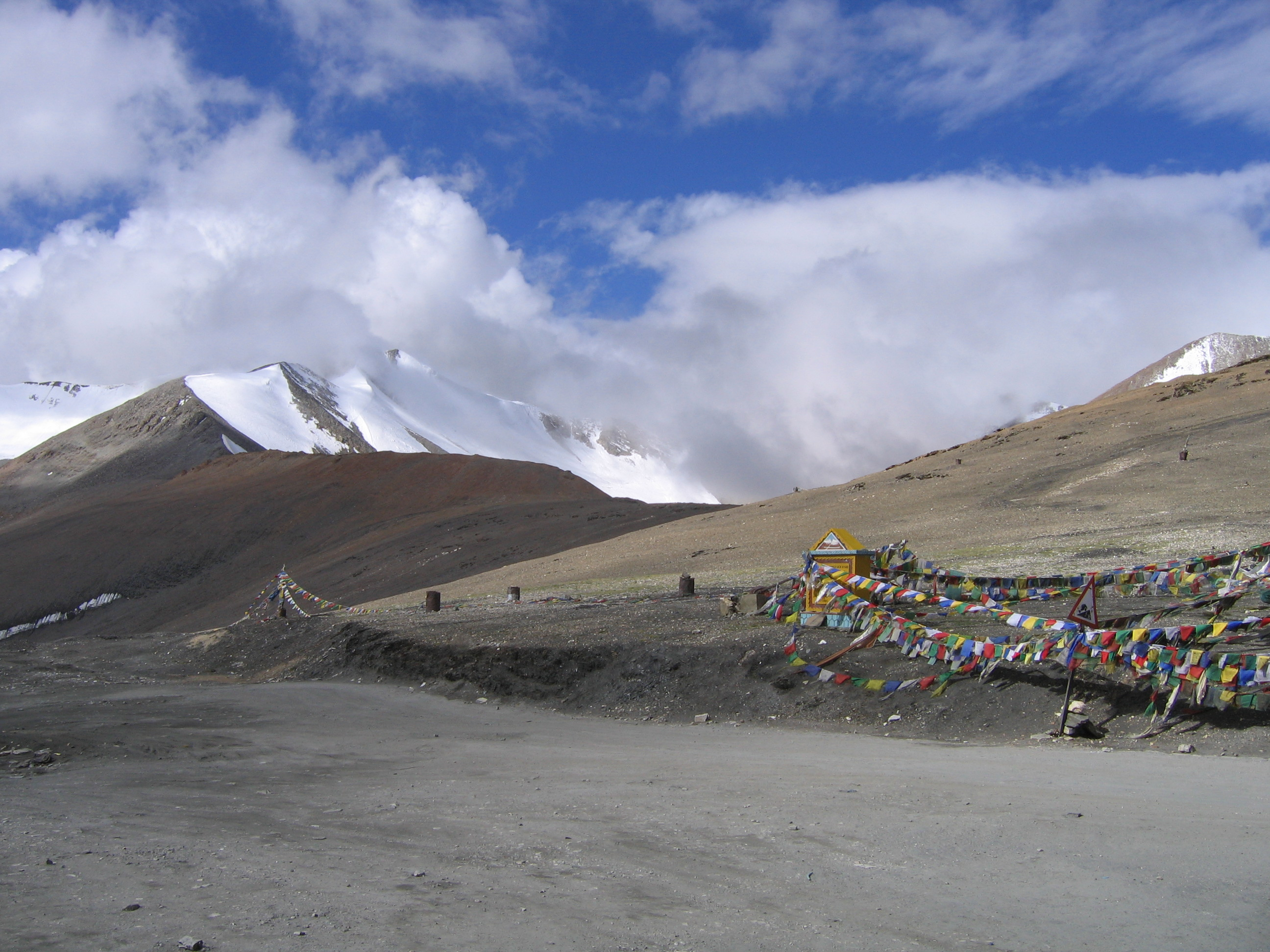
O passo de de altitude, o ponto mais alto da estrada Manali–Lé

A estrada tem cerca de 475–490 km, 230 no Himachal Pradexe, entre Manali e Sarchu, e 260 no Zanskar e no Ladaque. Sarchu encontra-se na fronteira entre os estado do Himachal Pradexe o território da União do Ladaque.
Embora seja frequente fazer a totalidade do percurso em um dia (e uma noite), grande parte das viagens, nomeadamente turísticas, demoram pelo menos dois dias, com uma paragem para pernoitar, o que geralmente acontece em Keylong, Jispa ou Sarchu. A estação alta do turismo é entre maio e junho, praticamente coincidente com o período em que a totalidade da estrada está aberta. O trecho mais concorrido é entre Manali e o passo de Rohtang — a maior parte dos turistas indianos não vai além desse passo, regressando a Manali. A maior parte do passo de Rohtang permanece coberto de neve até durante o verão.[carece de fontes?] No final de 2014 estava em curso a construção de um túnel de 8,8 km em Rohtang, que permitirá que o trânsito possa evitar o passo.
Devido ao ar rarefeito (baixa pressão atmosférica) nas altitudes altas, respira-se menos oxigénio, o que faz com que muitos viajantes sofram de mal da montanha (hipobaropatia). Por isso os viajantes que fazem a viagem no sentido Manali-Lé são aconselhados a passar algum tempo em Manali ou nas imediações mais altas para se aclimatizarem e pelas mesmas razões pernoitarem pelo menos uma vez no percurso, em Queilongue, Jispa ou Darcha para suportarem melhor a travessia dos passos de montanha e planaltos acima de Darcha. Os outros pontos de pernoita comum, Sarchu e Pang, são desaconselhados devido à sua grande altitude — o mal de montanha faz-se sentir mais fortemente ou pode ser agravado durante o sono.

## Percurso

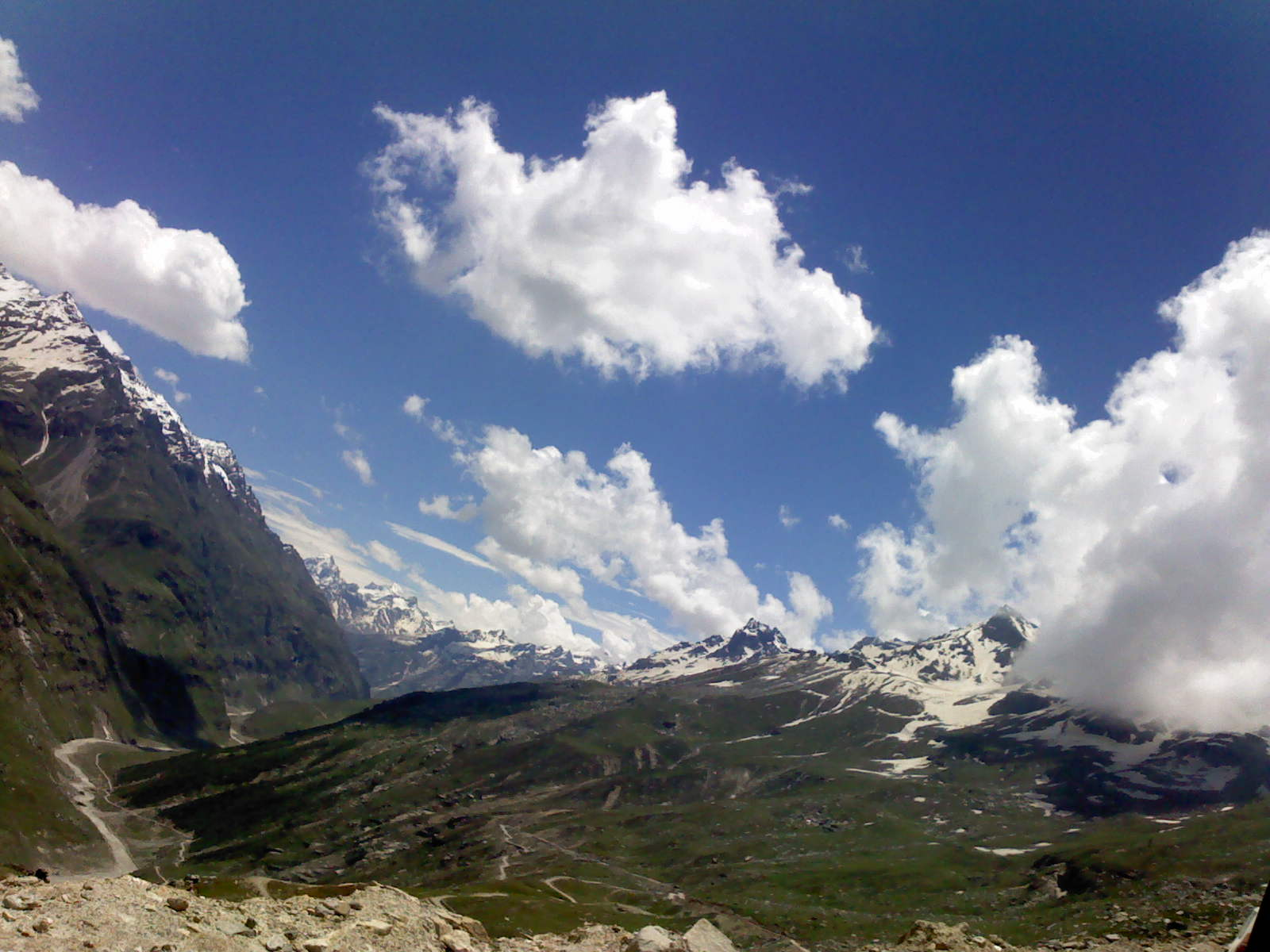
Vista desde o passo de Rohtang

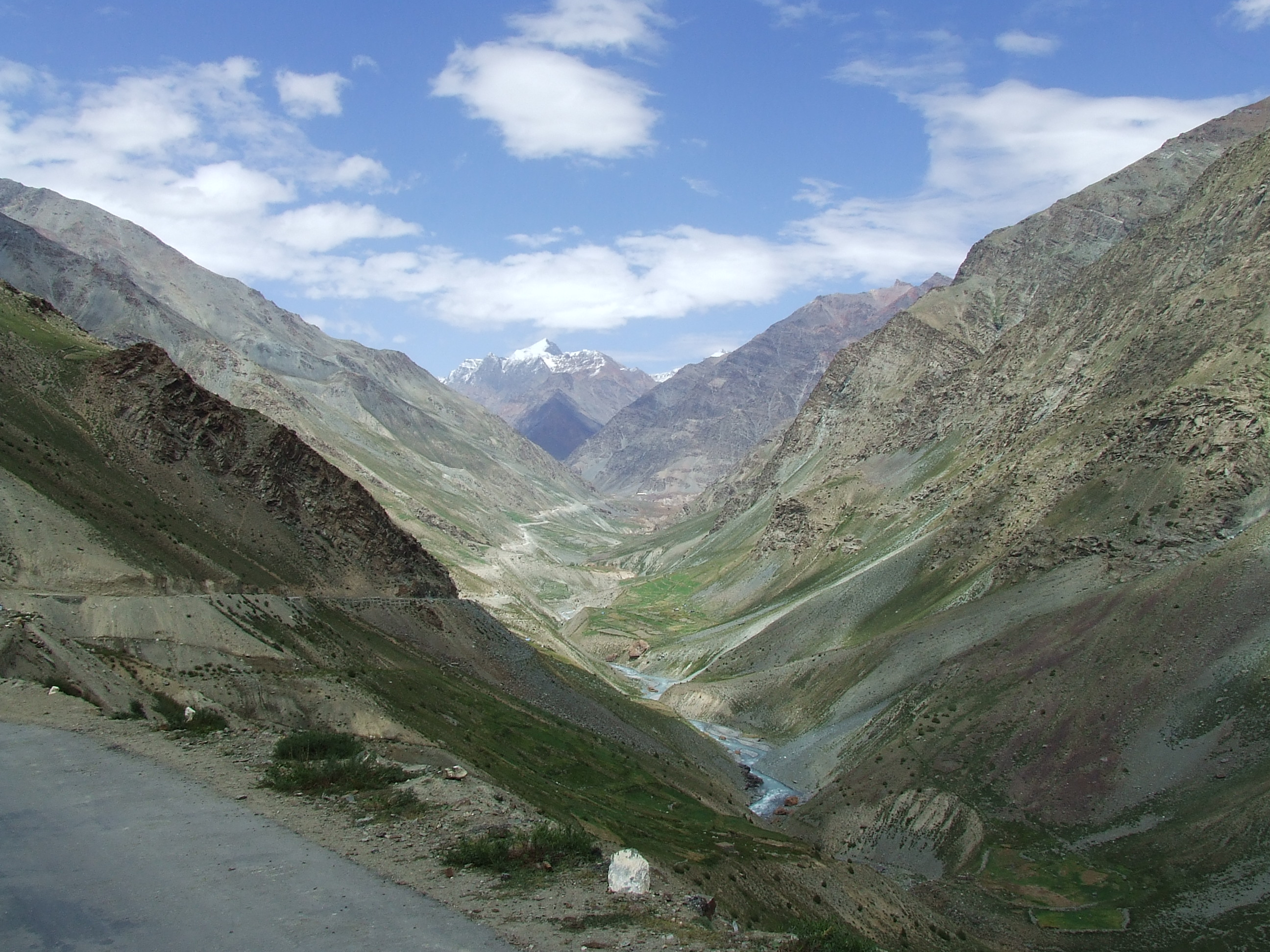
Imediações de Darcha

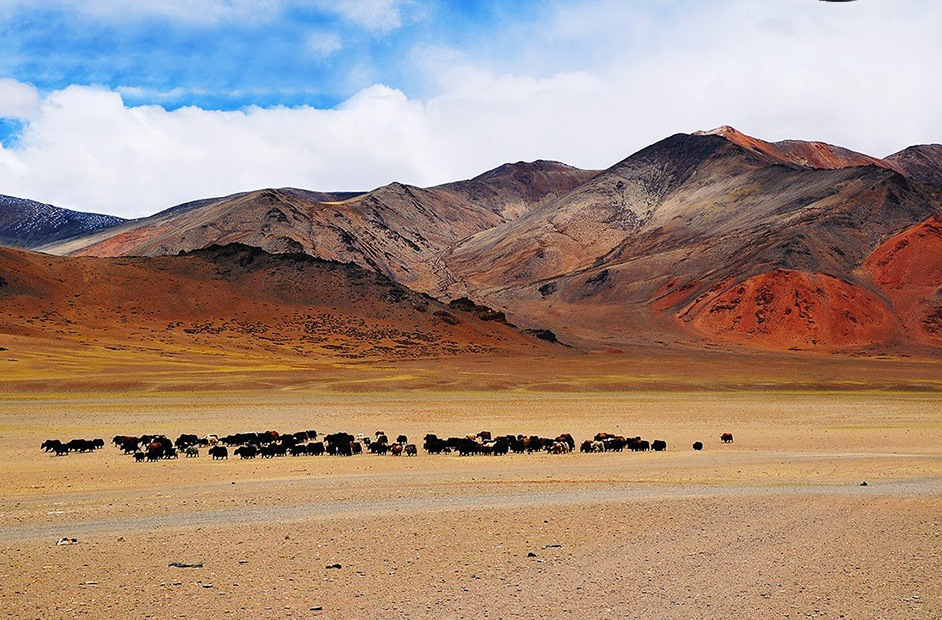
Rebanho de iaques de nómadas Changpa nas planícies de More

- Manali (altitude: 2 050 m) — Marhi (3 300 m); 22 km a subir.
- Marhi — passo de Rohtang La (3 980 m); 18 km a subir.
- Rohtang — Gramphu (3 200 m); 19 km a descer. Virando à esquerda em Gramphu segue-se para Lé ao longo do vale do rio Chandra. Virando à direita, há uma estrada que conduz ao vale de Spiti, Batal, passo de Kunzum La e Kaza, também ao longo do vale do Chandra, que só é asfaltada durante os primeiros quilómetros.
- Gramphu — Kokhsar, a primeira aldeia a norte do passo de Rohtang; (6 km). Os estrangeiros têm que mostrar os seus passaportes e vistos válidos no posto de controlo policial local. A visita de Lé é livre para nacionais e estrangeiros, mas para algumas áreas restritas além de Lé é necessário ter uma permissão especial que pode ser obtida em Lé.
- Kokhsar — Sissu (3 130 m); 25 km ao longo da margem esquerda (sul) do rio Chandra. Em Sissu há um heliponto
- Sissu — Tandi (2 570 m); 8 km. Tandi situa-se no fundo do vale onde confluem o Chandra e o Bhaga (que vem de norte), formando o rio Chandra-Bhaga, que a jusante passa a ser chamado rio Chenab. Após cruzar ponte sobre o Bhaga, virando à direita, a estrada começa novamente a subir.
- Tandi — Keylong (3 080 m); 9 km.
- Keylong — Jispa (3 310 m); 22 km
- Jispa — Darcha (3 360 m); 6 km; todos os turistas têm que se registar no posto de controlo de polícia.
- Darcha — Zingzingbar (4 270 m); 26 km; é em Zingzingbar que começa a subida íngreme para o passo de Baralacha La.
- Zingzingbar — Baralacha La (5 030 m); 18 km de subida íngreme e constante. Os rios Bhaga e Chandra nascem da fusão de neve em lados opostos do passo de Baralacha La, correndo o primeiro para sudoeste e o segundo primeiro para sudeste e depois para noroeste, juntando-se a Bhaga em Tandi.
- Baralacha La — Bharatpur; 2 km de descida.
- Bharatpur — Sarchu (4 300 m); 38 km. Sarchu é uma base militar e tem um posto de controlo policial. Situa-se na fronteira entre os estados do Himachal Pradexe e Jamu e Caxemira. A partir daí a estrada entra no Ladaque.
- Sarchu — Pang (4 600 m); 80 km para subir 500 metros através das curvas de Gata (4 190 m) e do passos de Nakee La (4 739 m) e de Lachung La (5 065 m). Em Pang há outro posto de controlo policial.
- Pang — passo  de Taglang La (5 328 m), 69 km, atravessando o planalto chamado planícies de More (ou de Morey; 4 800 m).
- Taglang La — Upshi (3 780 m); 60 km. Pouco antes de chegar à minúscula aldeia de Upshi há uma alfândega e posto de controlo de taxas na margem esquerda (sul) do rio Indo. Upshi fica na margem direita e era um ponto de passagem de uma antiga rota comercial que ia de Manali até ao Tibete, virando à direita em Upshi. Na estrada que segue essa rota há um heliponto.
- Upshi — Karu; 16 km ao longo da margem direita (norte) do Indo. Pouco antes de Karu há um cruzamento onde a estrada à direita vai para Shyok e a da esquerda para Lé.
- Karu — Lé (3 500 m); 35 km.